# Lanfains
Lanfains település Franciaországban, Côtes-d’Armor megyében. Lakosainak száma 1091 fő (2022. január 1.). Lanfains Le Fœil, Le Bodéo, La Harmoye, Saint-Bihy, Saint-Brandan és Plœuc-L'Hermitage községekkel határos.

## Népesség
A település népességének változása:
| Lakosok száma | 978  | 796  | 828  | 961  | 1074 | 1079 | 1091 | 1098 | 1099 | 1091 |
|               | 1968 | 1982 | 1990 | 2006 | 2013 | 2015 | 2017 | 2019 | 2020 | 2022 |